# 張夙抱
張夙抱（？—？），字九許，北直隸河间府天津衛人，明末清初政治人物。

## 生平
崇禎三年（1630年）庚午科中式順天鄉試第九十九名舉人，崇禎十六年（1643年）癸未科會試第一百七十三名，三甲第二百二十六名進士，工部觀政。

## 家族
祖父張三暘，京衛武學生。父張星耀，庠生。